# Herb gminy Chynów
Herb gminy Chynów – jeden z symboli gminy Chynów.

## Wygląd i symbolika
Herb przedstawia na tarczy dzielonej w rosochę w polu górnym na zielonym polu czerwone jabłko, w polu lewym na czerwonym tle srebrny róg tura, natomiast w srebrnym polu prawym czerwony róg jelenia. Nawiązuje on do herbu Rogala oraz do tradycji sadowniczych gminy.